# فرد هانكوك
فرد هانكوك (بالإنجليزية: Fred Hancock)‏ هو لاعب كرة قاعدة أمريكي، ولد في 28 مارس 1920 في Allenport, Washington County, Pennsylvania ‏ في الولايات المتحدة، وتوفي في 12 مارس 1986 في كليرواتر في الولايات المتحدة.

## وصلات خارجية
- فرد هانكوك على موقعبيزبول رفرنس.كوم (الدوري الرئيسي) (الإنجليزية)